# Axel Groenemeyer
Axel Groenemeyer (* 7. April 1956 in Oldenburg; † 29. Mai 2020) war ein deutscher Soziologe. Er lehrte als Professor an der Technischen Universität Dortmund.

## Leben
Groenemeyer studierte Soziologie an der Universität Bielefeld, an der er 1981 diplomiert und 1989 mit einer Arbeit über Drogenkarriere und Sozialpolitik promoviert wurde. Nach Tätigkeiten als wissenschaftlicher Assistent in Bielefeld und postgradualen Studien an der École des Hautes Études en Sciences Sociales in Paris und dem Centre de Recherches Sociologiques sur le Droit et les Institutions Pénales in Guyancourt wurde er in Bielefeld habilitiert. Seine Venia gilt für Soziologie, insbesondere der Soziologie sozialer Probleme und Problemintervention.
Anschließend wirkte er als Hochschuldozent an seiner Heimatuniversität, als Gastdozent an der Universität Sankt Petersburg, als Lehrstuhlvertreter an der Universität Duisburg-Essen, als Gastdozent an der Universität Sofia und der Universität Lille I. Von 2004 bis 2007 war Groenemyer Professor an der Hochschule Esslingen und seit 2007 war er Professor für Theorie und Empirie der Sozialpädagogik an der TU Dortmund.
Er war Vorsitzender der Gesellschaft für interdisziplinäre wissenschaftliche Kriminologie (GiwK).

## Schriften (Auswahl)
- Als Herausgeber mit Günter Albrecht: Handbuch soziale Probleme. Westdeutscher Verlag, Wiesbaden 1999, ISBN 3-531-12117-0.
- Als Herausgeber: Wege der Sicherheitsgesellschaft. Gesellschaftliche Transformationen der Konstruktion und Regulierung innerer Unsicherheiten, VS-Verlag, Wiesbaden 2010, ISBN 978-3-531-17798-4.
- Als Herausgeber: Doing social problems. Mikroanalysen der Konstruktion sozialer Probleme und sozialer Kontrolle in institutionellen Kontexten. VS-Verlag, Wiesbaden 2010, ISBN 978-3-531-17192-0.
- Als Herausgeber mit Silvia Wieseler: Soziologie sozialer Probleme und sozialer Kontrolle. Realitäten, Repräsentationen und Politik, 2. Auflage, VS-Verlag, Wiesbaden 2013, ISBN 978-3-531-19862-0.
- Als Herausgeber mit  Dagmar Hoffmann: Jugend als soziales Problem – soziale Probleme der Jugend? Diagnosen, Diskurse und Herausforderungen. Beltz Juventa, Weinheim/Basel 2014, ISBN 978-3-7799-2460-9.